# 史贻云
史贻云（1963年3月—），男，汉族，海南文昌人，中华人民共和国政治人物，曾任民进中央常委、海南省委主委、海南省政协副主席、海南省教育厅副厅长、海南省科学技术厅厅长。

## 生平
2008年，当选第十一届全国政协委员，代表中国民主促进会，分入第九组。2013年4月兼任海南省科技厅厅长。2018年1月，当选第十三届全国政协委员。